# Sihai Huayi Zongtu

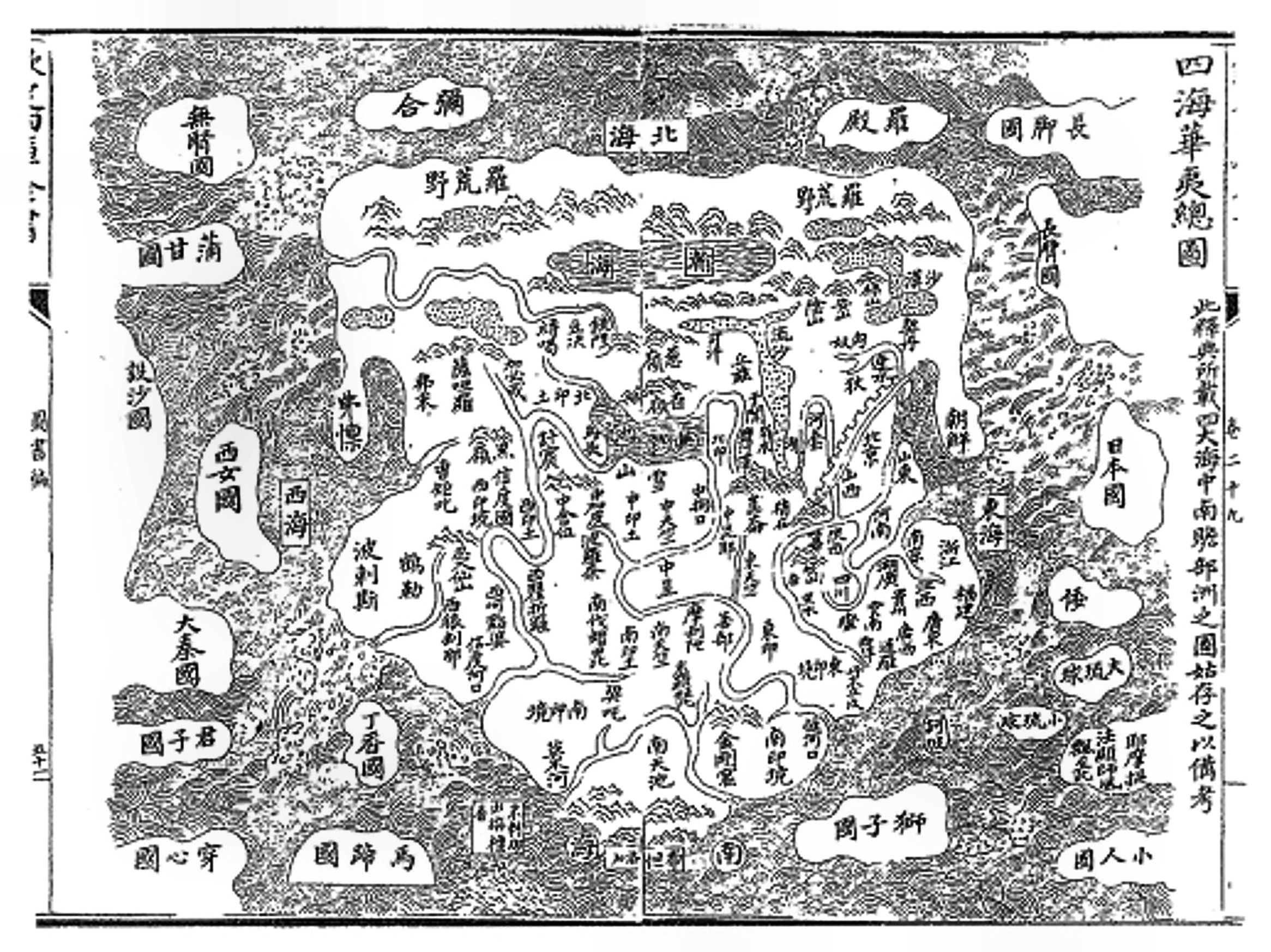
Die Sihai-Huayi-Zongtu-Karte

Die Karte Sihai Huayi Zongtu (chinesisch 四海華夷總圖 / 四海华夷总图 – „Übersichtskarte Chinas und der Barbaren der vier Meere“) ist eine alte chinesische Weltkarte, die momentan in der Bibliothek der Harvard University aufbewahrt wird. Sie stammt aus dem Jahre 1532, also aus der Ming-Dynastie.
Die Karte zeigt China, Korea (朝鮮) und Japan (日本國) im Osten, Sibirien (羅荒野) im Norden, Nepal (天竺) und ein riesiges Indien (印度) im Süden, Persien (波刺斯) im Westen und das Römische Reich (大秦國,  Daqinguo) jenseits des westlichen Meeres (西海).